# Андреевское (Небыловское сельское поселение)
Андреевское — село в Юрьев-Польском районе Владимирской области России, входит в состав Небыловского сельского поселения.

## География
Село расположено на берегу речки Яхрома близ автодороги Р74 Владимир - Юрьев-Польский - Переславль-Залесский в 2 км на восток от центра поселения села Небылое и в 27 км на юго-восток от райцентра города Юрьев-Польский.

## История
Церковь в книгах патриаршего казенного приказа под 1644 года значится как церковь Архангела Михаила в селе Андреевском… В 1726 году ветхая деревянная церковь была разобрана и вместо нее поставлена была новая, деревянная, которая существовала в селе до 1772 года. Одновременно с Архангельской церковью в селе Андреевском существовала церковь во имя святого апостола Андрея Первозванного. В патриарших книгах под 1710 годом об Андреевской церкви говорится, что она в этом году была построена вновь, вместо прежней, ветхой деревянной, и освящена. В 1772 году усердием прихожан была построена каменная церковь во имя Архангела Михаила, с каменною колокольнею. В 1811-13 годах церковь была расширена и с южной стороны ее пристроен придельный теплый храм в честь святого и чудотворного Николая. В 1888 году в этом теплом храме усердием прихожан устроен придел во имя преподобного Сергия, Радонежского чудотворца.
В 1937 году церковь была закрыта, позднее разрушена. В 2005-2008 годах на месте разрушенного храма была построена деревянная Часовня Михаила Архангела.
В конце XIX — начале XX века село являлось центром Андреевской волости Владимирского уезда.
С 1929 года село являлось центром Андреевского сельсовета Юрьев-Польского района, с 1935 года — Небыловского района, с 1959 года — в составе Ныбыловского сельсовета, с 1963 года — в составе Юрьев-Польского района.

## Население
| 1859 | 1897  | 1905  | 1926  | 2002 | 2010 | 2021 |
| ---- | ----- | ----- | ----- | ---- | ---- | ---- |
| 960  | ↗1048 | ↗1235 | ↗1281 | ↘749 | ↗783 | ↘642 |

## Инфраструктура
В селе имеются Андреевская основная школа (открыта в 1989 году), клуб, магазин.

## Достопримечательности
В селе находится действующая Часовня Михаила Архангела (2005-2008).